# グリーゼ758
グリーゼ758 (英語: Gliese 758, GJ 758) とは、こと座の6等星で、太陽系から50光年離れている。スペクトル分類ではK型に分類される。天球上の位置はこと座とはくちょう座との境界付近で、ベガ・デネブ・アルタイルが形作る夏の大三角の内側にあるが、視等級が6.36と暗いため肉眼での目視は難しい。
2009年、グリーゼ758の周囲に太陽系外惑星の候補天体が発見された。この天体が惑星だと確認されれば、太陽に比較的似た恒星の周囲に直接観測法で系外惑星が発見された最初の例となる。しかし、より質量の大きい褐色矮星に分類されるの可能性もあり、2009年末の時点で結論は出ていなかった。しかし2018年に、これまでよりも高精度に質量が求められ、この伴星は褐色矮星であるとする研究結果が発表された。
| 太陽 | グリーゼ758 |
| ---- | ----------- |
| 太陽 | Exoplanet   |

## 伴星
2009年12月、グリーゼ758の周囲に伴星グリーゼ758Bが存在することが報告された。この天体は2009年5月と8月にすばる望遠鏡が行った観測で見出されたもので、2008年から試運用を開始していた高コントラストコロナグラフ撮像装置（HiCIAO, ハイチャオ）を利用し、近赤外線で直接撮影された。
主星からは21.1au離れており、太陽系に当てはめると太陽から天王星までの距離に相当する。表面温度は600K（330℃）程度、以前は惑星系の年齢がはっきりしていなかったため、推定された質量は木星の10-40倍と幅が大きく、惑星と褐色矮星の境界（木星の13倍）にまたがっているため、2009年の時点では惑星の「候補天体」として扱われていた。しかし、2018年に発表された研究結果では、この伴星が木星の42倍の質量を持つ褐色矮星とされた。
また、2009年8月の観測では伴星Bの内側に別の天体（グリーゼ758C）が発見された。この天体は主星から18AUの距離に相当する位置にあったが、詳しい観測の結果、たまたま同じ方向にある背景の星（見かけの二重星）と確認された。